# Alter Ego (Musikprojekt)

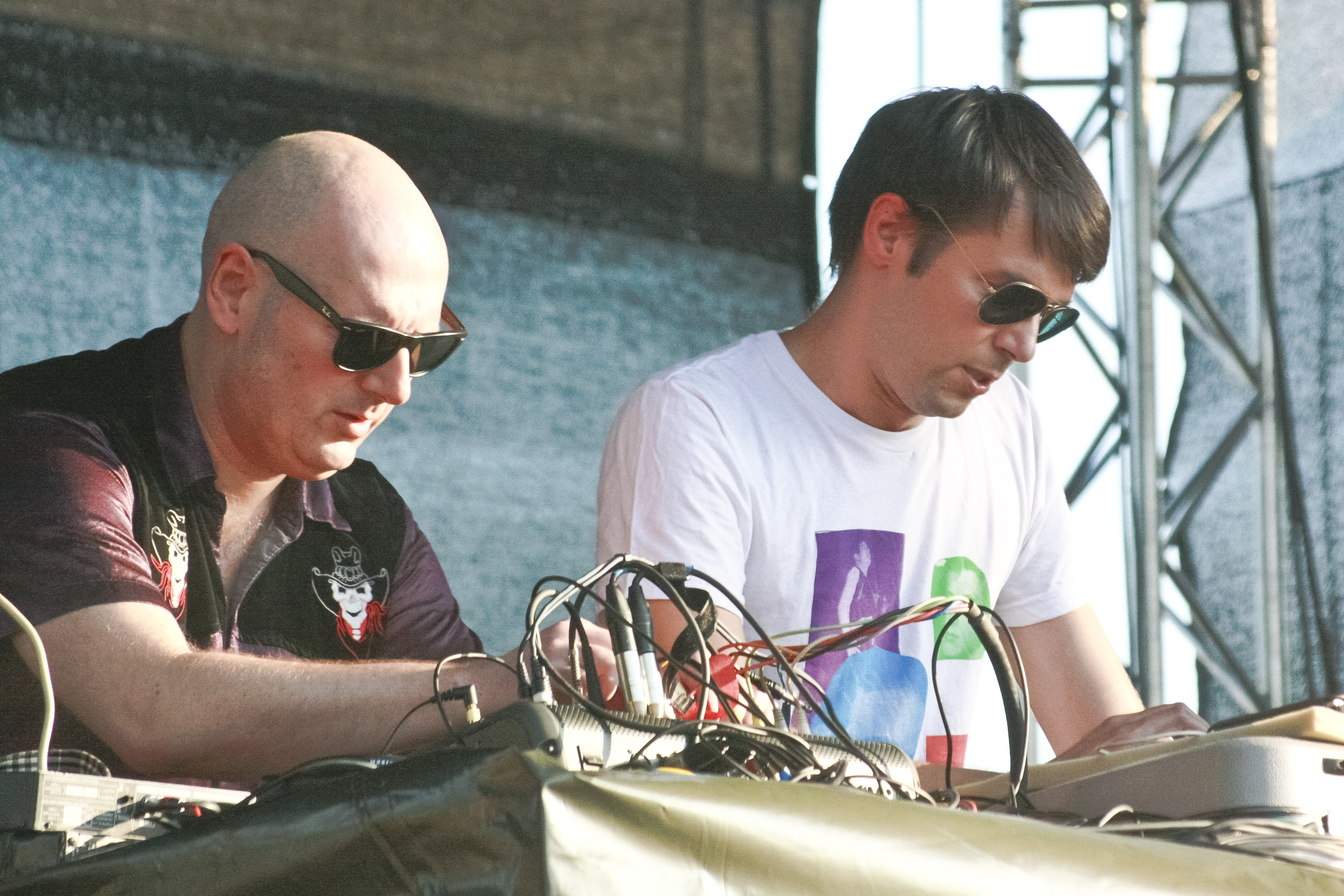
Alter Ego live (2009)

Alter Ego ist ein Musikprojekt von Jörn Elling Wuttke und Roman Flügel. Ihre Produktionen bewegen sich auf dem weiten Feld zwischen Techno, Electronica und experimenteller Musik. Beide produzieren auch unter weiteren Projektnamen wie Acid Jesus, Holy Garage und Sensorama.

## Geschichte
Jörn Elling Wuttke und Roman Flügel arbeiten bereits seit den späten 1980er-Jahren als Produktionsteam und stammen beide aus Darmstadt. 1993 gründeten sie mit DJ Ata und Heiko MSO die drei Labels Ongaku, Klang Elektronik und Playhouse.
Ebenfalls 1993 wurde das Projekt Alter Ego gegründet. 1994 erschien die erste Alter Ego-EP auf Sven Väths Label Harthouse, mit dem das Duo innerhalb der Szene viel Aufmerksamkeit auf sich zog. Bereits 1995 erschien das Nachfolgealbum Decoding the Hacker Myth. 1997 wurde mit Absolute die letzte Alter-Ego-Single auf Harthouse veröffentlicht. 2000 erschien der Track Betty Ford, der einer der größten Clubhits des Jahres wurde. Der 2004 erschienene Titel Rocker bescherte den beiden 2005 den Dance Music Award für den besten Track.
2004 produzierten sie die Titelmelodie des VIVA-Modemagazins Inside.
Roman Flügel konnte auch als Solokünstler einen Erfolg verbuchen. Sein Clubhit Gehts Noch? war 2005 und 2006 ein sehr erfolgreiches Electro-House-Instrumental. Die kurze und eintönige Struktur hatte einen großen Einfluss auf die Entwicklung des Genres. Viele international bekannte DJs veröffentlichten Remixe, darunter auch Steve Angello.

## Diskografie

### Alben
- 1994: Alter Ego (Harthouse)
- 1996: Decoding the Hacker Myth (Harthouse)
- 1997: Harthouse 100 Live (Alter Ego ist mit sechs Live-Tracks vertreten, Harthouse)
- 2004: Transphormer (Klang Elektronik)
- 2005: Transphormed (Klang Elektronik) (Remix-Album)
- 2007: Why Not?! (Klang Elektronik)
- 2008: What's next? (Klang Elektronik) (Remix-Album)

### Singles und EPs
- 1994: Nude Restaurant Remix (Harthouse)
- 1994: Soulfree (Harthouse)
- 1995: Alter Ego vs. David Holmes: Patrick Kraut (Harthouse)
- 1996: Lycra Remix (Harthouse)
- 1997: Luke Slater & The 2 lone Swordsman: Decode the Hacker Myth (Harthouse)
- 1997: Wishmountain & Alter Ego: Decode the Hacker Myth (Harthouse)
- 1997: Alter Ego vs. David Holmes: The evil Needle (Harthouse)
- 1997: Absolute (Harthouse)
- 2000: Betty Ford (Klang Elektronik)
- 2000: Slaughterhouse (Klang Elektronik)
- 2001: Betty Ford Remixes (Klang Elektronik)
- 2003: The Fridge / Absolute (Klang Elektronik)
- 2004: Rocker (Klang Elektronik)
- 2005: Raw (Klang Elektronik)
- 2005: Beat The Bush (Klang Elektronik)
- 2005: Tubeaction (Klang Elektronik)
- 2005: Gate 23 (Lost On Arrival...) (Klang Elektronik)
- 2006: Blitz/Blank (Klang Elektronik)
- 2007: Why Not (Klang Elektronik)
- 2007: Jolly Joker (Klang Elektronik)
- 2007: Fuck1ngham Palace (Klang Elektronik)